# Tannya Velasco
Tanya Velasco González (20 de diciembre de 1972, Ciudad de México), por ayuda de su padre Carlos Velasco entró al grupo Timbiriche a finales de 1991 y compartió créditos con Diego Schoening, Silvia Campos, Kenya Hijuelos, Alexa Lozano, Lorena Shelley, Daniel Gaytán y Jean Duverger. En 1992 grabó con Timbiriche el disco "Timbiriche 11" y en 1993 el disco "Timbiriche XII". Tannya ocupó el lugar de Bibi Gaytán en Timbiriche. Para 1994, Timbiriche se desintregra. Tannya participó en varios episodios del programa "Incógnito" durante el 2005. Fue pareja del productor y periodista Nino Canún, y coordinadora de producción del programa de revista Cuéntamelo Ya!.

## Discografía

### Con Timbiriche
- 1992: Timbiriche 11
- 1993:Timbiriche XII

## Filmografía
- TVO (1991) (teveita)
- Incógnito (2005) (Participó en varios episodios como invitada)